# Máriafölde
Máriafölde (románul:  Teremia Mare, németül:  Marienfeld, Grossteremin) falu Romániában, a Bánságban, Temes megyében, Máriafölde község központja. Az első világháborúig Torontál vármegye Nagykikindai járásához tartozott.

## Nevének első említése és későbbi változásai
1257-ben Villa Therimthelwk. 1839-ben Nagy-Tezrem, 1873-ban Marienfeld, 1863, 1890-ben Nagy-Teremia, 1880-ban Marienföld, 1900-ban Nagyteremia, 1920-ban Tirimia mare.

## Története
Reiszig Ede így ír a településről Torontál vármegye községei című munkájában: „Máriafölde, azelőtt Nagyteremia, a nagykikindai járásban fekvő nagyközség. ... A mai Máriafölde és Teremi helységek helyén állott a középkorban Kutas-Teremi falu. Eredeti neve Terem volt, mely szó a régi magyar nyelvben nemcsak nagy szobát, hanem udvart is jelentett. E szerint a Délvidéken gyakori Teremi teljesen megfelel az udvari helynévnek. 1450-ben, Töl János és Teremi Gáspár bírták, a kik egy hatalmaskodási perben tanukként szerepelnek. Később a Kutasi család birtokába került és innen nevezték a XVI. században Kutas Tereminek. Az 1550-1552. évi hadjáratok alatt magyar lakosai elköltözködtek s helyükbe szerbek telepedtek. A temesvári defterdár 1557-58-ban 23 szerb lakost írt itt össze. Ekkor a csanádi nahiéba (járás) tartozott. Földesura 1561 és 1564-ben Kutasi István volt. 1582-ben 20 szerb lakosa volt, a kik összesen 8600 juhot tartottak. Lakott helység volt 1647-ben is, mikor a garamszentbenedeki konvent Voxith-Horváth Istvánt, Petőfalvi Petőt és Ladányi Ferenczet iktatta be a falu birtokába. Ezektől a falu fele részét 1658-ban Szelényi János honti alispán szerezte meg, a ki unokaöccsének Gerhárd György megyei jegyzőnek engedte át. Még 1717-ben is 19 házból álló falu volt és ekkor a temesvári kerületbe osztották be, de a Temesvár visszafoglalásáért indított hadjárat alkalmával elnéptelenedett. A gróf Mercy-féle térkép már pusztaként tünteti fel, Teremia néven. A temesvári igazgatóság azután bérbe adta a temesvári marhakereskedőknek.
A régi Teremia-puszta helyén 1769-ben két helység keletkezett: Marienfeld (Nagyteremia) és Albrechtsflur (Kisteremia), mindegyik 80-80 házzal. A telepítést Neumann temesvári igazgatósági tanácsos intézte. Az új telepesek Vesztfáliából, Elzászból és Lotaringiából származtak. Nagyteremiát a kincstári jószágok elárverezése alkalmával 1781-ben Nákó Kristóf vette meg. 1838-ban Nákó János volt a földesura. Az itteni római katolikus plébániát 1770-ben állították fel és a templom 1787-ben épült. A községben álló Szentháromság szobrot 1809-ben állították fel közköltségen. Van a községben kaszinó-egylet, iparos- és kereskedő-egylet, társaskör, dal- és zeneegylet, önkéntes tűzoltóegylet, takarékpénztár, önsegélyző- és temetkezési egylet. Kreuter György és Zimmer György cirokseprő-gyára, Götz János és fiai gőzmalma, Denuel János fűrésztelepe és Lőwy M. L. keményítő gyára. A lakosok jólétét nagyban előmozdítja az utóbbi időben fellendült szőlőmívelés. 1875-ben a község határában érdekes aranyleletre bukkantak, mely a Nemzeti Múzeumba került. San Marco hercegné született Nákó Mileva grófnő (San Marco hercegné) 1908-ban a Paulai Szent Vincze szabályait követő apácákat telepítette le a helységben és kolostort építtetett számukra, a mely hat osztályú katolikus elemi népiskolával van kapcsolatban.”

### Az első világháború után
1951-ben 160 bánáti sváb lakosát deportálták a Bărăganra.

## Népessége
- 1900-ban 5233 lakosából 4178 volt német, 1031 román, 72 magyar, 41 egyéb (15 szerb) anyanyelvű; 4263 római katolikus, 1014 ortodox, 28 görögkatolikus, 8 zsidó és 9 egyéb vallású.
- 2002-ben a 4148 lakosából 3652 volt román, 280 magyar, 105 cigány, 78 német és 33 egyéb, 3347 ortodox, 420 római katolikus, 193 pünkösdista, 64 baptista, 49 református és 75 egyéb vallású vagy ateista.

## Látnivalók
- A településnek a 18–19. században kialakult része, a piac és park környéke (45, 75-78, 554-555, 565-569, 637-639 számú házak) védett zónává van nyilvánítva, a romániai műemlékek jegyzékében a TM-II-a-B-06295 sorszámon szerepel.
- 1906-ban épült, 544-es számú ház (TM-II-m-B-06296).
- 18. századi római katolikus templom, 1867-ben és 1928-ban felújítva. (TM-II-m-B-06297).
- 1806-ban állított Szentháromság-emlékmű (TM-III-m-A-06325).
- Bormúzeum
- Nichita Stănescu Emlékmúzeum
- Festészeti Múzeum

## Híres emberek
- Itt született Kelemen Kristóf szobrász (1922–2001)